# لارس برمان
لارس برمان (بالسويدية: Lars Burman)‏ هو أمين مكتبة سويدي، ولد في 1 أبريل 1958.